# Minyocerus
Minyocerus is een geslacht van kreeftachtigen uit de klasse van de Malacostraca (hogere kreeftachtigen).

## Soorten
- Minyocerus angustus (Dana, 1852)
- Minyocerus kirki Glassell, 1938